# Alieni iuris
Alieni iuris of alieni juris is een Latijnse uitdrukking die letterlijk "van andermans recht zijn" betekent, dus op gerechtelijk vlak afhankelijk zijn van iemand anders. Die persoon was dan ook verantwoordelijk voor jou. Dit houd in dat bijvoorbeeld, in geval van een aanklacht of proces, er iemand als voogd moest optreden. Het omgekeerde is sui iuris. Het wordt vooral gebruikt in verband met patria potestas en met manus.